# Call Me (píseň, Blondie)
„Call Me“ je skladba americké new wave skupiny Blondie a zároveň ústřední skladba k filmu Americký gigolo (1980). V USA byla vydána jako singl počátkem roku 1980 a na šest po sobě jdoucích týdnů obsadila 1. místo v americkém žebříčku Billboard Hot 100. Rovněž se stala hitem na 1. místě ve Spojeném království a Kanadě.

## Pozice v žebříčcích
| Žebříček (1980–1981)              | Vrcholové pozice |
| --------------------------------- | ---------------- |
| Austrálie (Kent Music Report)     | 4                |
| Kanada (RPM 100 Singles)          | 1                |
| Irsko (IRMA)                      | 2                |
| Itálie (fimi)                     | 11               |
| Japonsko (Oricon)                 | 12               |
| Jižní Afrika (Springbok Radio)    | 2                |
| USA (Billboard Hot 100)           | 1                |
| USA Billboard Hot Dance Club Play | 2                |
| USA Record World Singles          | 1                |